# Воронежская митрополия
Воронежская митрополия — митрополия Русской православной церкви, образованная в пределах Воронежской области. Включает в себя Воронежскую, Борисоглебскую и Россошанскую епархии.

## История
В соответствии с Положением об областных преосвященных от 12 марта 1934 года во исполнение постановления Поместного Собора 1917—1918 годов о митрополичьих округах Временный Патриарший Священный Синод образовал церковные области в составе нескольких епархий, в том числе в границах Центрально-Чернозёмной области была образована митрополия с центром в Воронеже. Дата упразднения точно неизвестна. Скорее всего это произошло в 1943 году при проведении переустройства епископских кафедр.
26 декабря 2013 года решением Священного Синода Русской православной церкви была образована Воронежская митрополия на территории Воронежской области. Главой митрополии назначен правящий архиерей Воронежской епархии.

### Глава митрополии
- Сергий (Фомин) (26 декабря 2013 года – 24 октября 2024 года)
- Леонтий (Козлов) –(с 24 октября 2024 года)

## Епархии

### Воронежская епархия
Территория: города Воронеж и Нововоронеж, а также Верхнехавский, Каширский, Лискинский, Нижнедевицкий, Новоусманский, Рамонский, Семилукский и Хохольский районы.
Правящий архиерей: митрополит Воронежский и Лискинский Леонтий (Козлов).

### Борисоглебская епархия
Объединяет приходы на территории Аннинского, Бобровского, Борисоглебского, Бутурлиновского, Грибановского, Новохоперского, Панинского, Поворинского, Таловского, Терновского и Эртильского районов.
Правящий архиерей: епископ Борисоглебский и Бутурлинский Сергий (Копылов).

### Россошанская епархия
Объединяет приходы на территории Богучарского, Верхнемамонского, Воробьёвского, Калачеевского, Каменского, Кантемировского, Ольховатского, Острогожского, Павловского, Петропавловского, Подгоренского, Репьёвского и Россошанского районов.
Правящий архиерей — епископ Россошанский и Острогожский Дионисий (Шумилин)